# Neuilly-l'Hôpital
Neuilly-l'Hôpital is een gemeente in het Franse departement Somme (regio Hauts-de-France) en telt 290 inwoners (1999). De plaats maakt deel uit van het arrondissement Abbeville.

## Geografie
De oppervlakte van Neuilly-l'Hôpital bedraagt 7,8 km², de bevolkingsdichtheid is 37,2 inwoners per km².
De onderstaande kaart toont de ligging van Neuilly-l'Hôpital met de belangrijkste infrastructuur en aangrenzende gemeenten.

## Demografie
Onderstaande figuur toont het verloop van het inwonertal (bron: INSEE-tellingen).